# تريفكو غاربيز
تريفكو غاربيز (بالإنجليزية: Trifko Grabež)‏ ولد 28 يونيو 1895 – 21 أكتوبر 1916. كان صربيًّا بوسنيًّا وأحد الأعضاء السبعة لتنظيم اليد السوداء السري الذي هدف إلى عملية اغتيال ولي العهد النمساوي المجري فرانس فرديناند خلال زيارته لسراييفو في شهر يونيو 1914.